# Siedlung von Zedau
Die vorgeschichtliche Siedlung von Zedau ist ein spätbronze- und eisenzeitlicher Fundplatz in Osterburg-Zedau im Landkreis Stendal von Sachsen-Anhalt. Die gut erforschte Siedlung gibt Einblick in das Siedlungswesen der Elb-Havel-Gruppe im heutigen Gebiet des nordöstlichen Sachsen-Anhalt und westlichen Brandenburg.
Als Wohngebäude konnten Grubenhäuser mit zeltartigem Giebeldach rekonstruiert werden. Der etwa 25 Quadratmeter große Innenbereich der Grubenhäuser war flach in den Boden eingetieft. Wandkonstruktionen ließen sich keine nachweisen. Es wird davon ausgegangen, dass diese Grubenhäuser als Werkstätten und Wirtschaftsbauten dienten, doch wird auch eine Nutzung als Wohnraum angenommen, da in den Häusern Platz für eine Familie war. Zudem fanden sich innerhalb der Siedlung auch separate Vorratsgruben, die als Getreidespeicher genutzt wurden. Die Grubenhaussiedlungen der Elb-Havel-Gruppe unterscheiden sich sehr von den im Norden an der Küste üblichen dreischiffigen Wohnstallhäusern, in denen Mensch und Vieh gemeinsam unter einem Dach untergebracht waren.